# Tiphys ornatus
Tiphys ornatus är en kvalsterart som beskrevs av Koch 1836. Tiphys ornatus ingår i släktet Tiphys och familjen Pionidae. Inga underarter finns listade i Catalogue of Life.